# Charlotta Falkman
Ulrica Charlotta Falkman (* 18. März 1795 in Johannisnäs, Dunkers socken, Södermanland, Schweden; † 24. Mai 1882 in Helsingfors, Finnland) war eine finnlandschwedische Schriftstellerin. Sie gehört zu den frühen Romanautoren in Finnland und war die erste Frau unter den Autoren der Schönen Literatur im Land.

## Leben
Die Eltern von Charlotta Falkman und ihrer vier Brüder waren Maria Elisabeth Govenia und der Oberleutnant (schwedisch löjtnant) der Schärenflotte Isaac Otto Falkman (1761–1817).
Über Falkmans Jugend ist relativ wenig bekannt. Sie wuchs anscheinend in Helsingfors (finnisch Helsinki) auf, weil sie und ihre Mutter dort ab 1819 im Kirchenbuch geführt werden. In der damals noch überwiegend schwedischsprachigen Stadt genoss sie eine ihrer bürgerlichen Abstammung entsprechende Erziehung.
Als Erwachsene war Falkman zunächst als Hauslehrerin und Gouvernante tätig, musste diese Arbeit jedoch wegen zunehmender Schwerhörigkeit aufgeben. Stattdessen verdiente sie Geld als Buchbinderin, Näherin und Weberin und begann zu schreiben. Ihre vier Romane wurden sowohl in Zeitungen als auch in Buchform veröffentlicht. Sie gehören zu den ersten Romanen, die in Finnland erschienen und erhielten positive Kritiken. In ihren zeitgenössischen Texten beschreibt Falkman das Leben der Oberschichten, aber auch die sozialen Entbehrungen der Unterschichten, wobei die Autorin ihre eigenen Erfahrungen verarbeitete. Neben Wilhelmina Carstens, Maria Kraftman, Wendla Randelin und Fredrika Runeberg gehört Charlotta Falkman zu den wichtigsten finnischen feministischen Autorinnen.
Falkman war eine wichtige Quelle für das Alltagsleben ihrer Zeit, die auch als eine der wichtigen feministischen Autorinnen ihres Heimatlandes während des 19. Jahrhunderts gilt. Charlotta Falkman wurde in Schweden geboren aber wuchs in Finnland auf. Weil sie schwedischer Muttersprache war und ausschließlich in Finnland wirkte, gilt sie als Finnlandschwedin.
Falkman heiratete nicht und hatte keine Kinder. Als Alleinstehende wohnte sie bei der Familie von Otto Höijer in Helsingfors. Sie wurde als sehr gebildet beschrieben. Unter anderem beherrschte sie Französisch, was zu ihrer Zeit Sozialstatus markierte. Als sie später unheilbar krank in ein Hospiz umzog, hinterließ sie der Familie Höijer den Großteil ihres Eigentums.
Charlotta Falkman starb 1882 in Helsingfors. Ihr Grab befindet sich auf dem Friedhof Sandudd.

## Werk
- En prestgård i N-d. Johanna Cederwaller & Son, Viborg 1847.
  - Ein Pfarrhof in N-d. Deutsch von Nadine Erler. Verlag 28 Eichen, Barnstorf 2013.
- Nyårsafton. A. F. Cederwallers förlag, Viborg 1848.
  - Neujahrsabend. Deutsch von Nadine Erler, GRIN Verlag 2011.
- Leonna, en skildring ur lifvet. J. W. Lillja, Åbo 1854.
- Frimurarens Fosterson: en tidsblad från 18:e seklet. G. W. Edlund, Helsingfors 1864.